# Trabuchello
Trabuchello [tɾabuˈkɛlːo] (Trabüchèl [tɾabyˈkɛl] in dialetto bergamasco) è una frazione del comune bergamasco di Isola di Fondra posta a monte del centro abitato. Nel centro abitato è posto il municipio di Isola di Fondra.

## Storia
La località è un piccolo villaggio agricolo della Valfondra di antica origine, comune da metà Seicento e da sempre parrocchiale con la chiesa di Santa Margherita d'Antiochia.
Trabuchello si riunì con Branzi e con Fondra su ordine di Napoleone, ma gli austriaci annullarono la decisione al loro arrivo nel 1815 con il Regno Lombardo-Veneto.
Dopo l'unità d'Italia il paese non ebbe alcun significativo sviluppo demografico. Fu il fascismo a decidere la soppressione del comune unendolo a Isola di Fondra.